# Bokusatsu tenshi Dokuro-chan
Pour les articles homonymes, voir Dokuro.
Bokusatsu tenshi Dokuro-chan (撲殺天使ドクロちゃん) est une série de light novels écrite par Masaki Okayu et illustrée par Torishimo, dont le sujet porte sur les relations entre un garçon sans histoire et une ange venue du futur (Dokuro) qui passe son temps à mettre ce dernier dans des situations rocambolesques et à le tuer violemment avec un gourdin géant, pour mieux le ressusciter deux secondes plus tard avec ses pouvoirs d'ange. La série comporte onze tomes publiés par MediaWorks.
Une adaptation en manga dessinée par Mitsuna Ouse est parue dans le magazine Dengeki Comic Gao!. Une adaptation en anime produite par Hal Film Maker est diffusée pour la première fois au Japon le 12 mars 2005. La série est reconnue pour son degré de gore, sa violence et l'humour qui en découle. L'anime est diffusé en France par Anima.
Un jeu pour PlayStation 2 Game ni Natta yo! Dokuro-chan ~ Kenkou Shindan Daisakusen (ゲームになったよ!ドクロちゃん～健康診断大作戦～) est commercialisé au Japon en 2005.

## Personnages
Sakura Kusakabe (草壁桜)
Il est en seconde année de collège et sa vie change le jour où l'ange Dokuro apparait dans sa vie. Depuis ce jour, il vit avec cet ange qui n'hésite pas à lui en faire voir de toutes les couleurs. Dans le futur, ce personnage semble également destiné à créer une technologie qui permet de stopper la croissance des filles à 12 ans. Pervers par nature, il a en plus l'art de se retrouver dans des situations litigieuses avec plusieurs filles, dont Dokuro, ce qui se finit généralement par un bon coup d'Excalibolg.
Dokuro Mitsukai (三塚井ドクロ)
C'est un ange membre d'une organisation d'assassins venue tout droit du futur pour tuer Sakura, mais elle finira finalement par tenter de le sauver de cet avenir. Elle semble pareille à n'importe quelle jeune fille si ce n'est son penchant naturel à tuer pour un oui ou pour un non et avec une extrême violence le premier venu avec son arme magique Excalibolg. Elle a cependant bon fond et ressuscite toujours ses malheureuses victimes avec ses pouvoirs magiques ; ceux-ci lui permettent de faire un certain nombre de choses tel que transformer les gens en animaux par exemple.
Sabato Mihashigo (三橋檎サバト)
Un autre ange membre de la même organisation que Dokuro. Elle est toujours très polie, même pour tuer des gens, et son arme favorite est une arme qui délivre des chocs électriques, appelée Durandal, d'une puissance pouvant tuer une baleine en une seconde.
Zanzu (ザンス)
Un ange du futur qui a accompagné Dokuro pour sa mission. Il est très vieux d'apparence, fait penser à un leader de biker et agit comme un vrai dingue la plupart du temps. Il a également une tendance perverse.
Zakuro Mitsukai (三塚井ザクロ)
C'est la petite sœur de Dokuro. Elle porte un uniforme d'officier de la marine, et est d'un naturel calme. Son arme favorite est nommée Eckilsax, une serpillère tueuse très puissante.
Shizuki Minakami (水上静希 Minakami Shizuki)
C'est une amie de Sakura. Elle passe beaucoup de temps avec lui et est l'un des personnages les plus "normaux" de la série.

## Light novel
La série de light novels est écrite par Masaki Okayu avec des illustrations de Torishimo. Elle compte dix tomes publiés entre le 10 juin 2003 et le 10 octobre 2007, ainsi qu'un tome supplémentaire d'histoires courtes écrites par différents auteurs publié le 10 juin 2006.

## Manga
Le manga a été publié entre août 2004 et juin 2006 dans le magazine Dengeki Comic Gao!.

## Anime

### Fiche technique
- Titre original : Bokusatsu Tenshi Dokuro-chan (撲殺天使ドクロちゃん)
- Genre : Romance, comédie, ecchi
- Support : Série télévisée
- Studio d'animation : Hal Film Maker
- Auteur original : Masaki Okayu
- Réalisateur : Tsutomu Mizushima
- Année de diffusion : 2005
- Nombre d'épisodes : 8
- Éditeur français : Anima

### Liste des épisodes

#### Bokusatsu tenshi Dokuro-chan
| No | Titre français                                  | Titre japonais                           | Titre japonais                            | Date de 1re diffusion |
| No | Titre français                                  | Kanji                                    | Rōmaji                                    | Date de 1re diffusion |
| -- | ----------------------------------------------- | ---------------------------------------- | ----------------------------------------- | --------------------- |
| 01 | Je suis l'ange du Club-de-la-mort! Dokuro-chan! | 撲殺天使だよ!ドクロちゃん!               | Bokusatsu Tenshi da yo! Dokuro-chan!      | 12 mars 2005          |
| 02 | L'assasin du futur! Dokuro-chan!                | 未来からの刺客だよ!ドクロちゃん!         | Mirai kara no Shikaku da yo! Dokuro-chan! | 12 mars 2005          |
| 03 | L'ange de l'amour! Dokuro-chan!                 | 恋のキューピットだよ!ドクロちゃん!       | Koi no Kyūpitto da yo! Dokuro-chan!       | 14 mai 2005           |
| 04 | Nouveau cinéma paradisiaque! Dokuro-chan!       | ニューシネマパラダイスだよ!ドクロちゃん! | Nyū Shinema Paradaisu da yo! Dokuro-chan! | 14 mai 2005           |
| 05 | Balade sur le terrain! Dokuro-chan!             | 林間学校だよ!ドクロちゃん!               | Rinkangakkō da yo! Dokuro-chan!           | 16 juillet 2005       |
| 06 | Le test de Courage! Dokuro-chan!                | 肝試しだよ!ドクロちゃん!                 | Kimodameshi da yo! Dokuro-chan!           | 16 juillet 2005       |
| 07 | C'est Zakuro-chan! Dokuro-chan!                 | ザクロちゃんだよ!ドクロちゃん            | Zakuro-chan da yo! Dokuro-chan!           | 10 septembre 2005     |
| 08 | Adieu! Dokuro-chan!                             | さよならだよ!ドクロちゃん!               | Sayonara da yo! Dokuro-chan!              | 10 septembre 2005     |

#### Bokusatsu tenshi Dokuro-chan 2
| No | Titre anglais                                   | Titre japonais                              | Titre japonais                                     | Date de 1re diffusion |
| No | Titre anglais                                   | Kanji                                       | Rōmaji                                             | Date de 1re diffusion |
| -- | ----------------------------------------------- | ------------------------------------------- | -------------------------------------------------- | --------------------- |
| 01 | Sketching Event! Dokuro-chan!                   | しゃせい大会だよ! ドクロちゃん!             | Shasei Taikai da yo! Dokuro-chan!                  | 11 août 2007          |
| 02 | Bubbles and Scrubbing Battle! Dokuro-chan!      | ぶくぶくごしごし大作戦だよ! ドクロちゃん!   | Bukubuku Goshigoshi Daisakusen da yo! Dokuro-chan! | 11 août 2007          |
| 03 | Accidents Happen In Closed Spaces! Dokuro-chan! | 事件は密室で起こるよ! ドクロちゃん!         | Jiken wa Missitsu de okoru yo! Dokuro-chan!        | 10 novembre 2007      |
| 04 | Valentine's Day Kiss! Dokuro-chan!              | バレンタインデー・キッスだよ! ドクロちゃん! | Barentain-dē Kissu da yo! Dokuro-chan!             | 10 novembre 2007      |

### Musique
- Opening (ouverture) : Bokusatsu tenshi Dokuro-chan par Saeko Chiba